# Tramvajová doprava v Linci

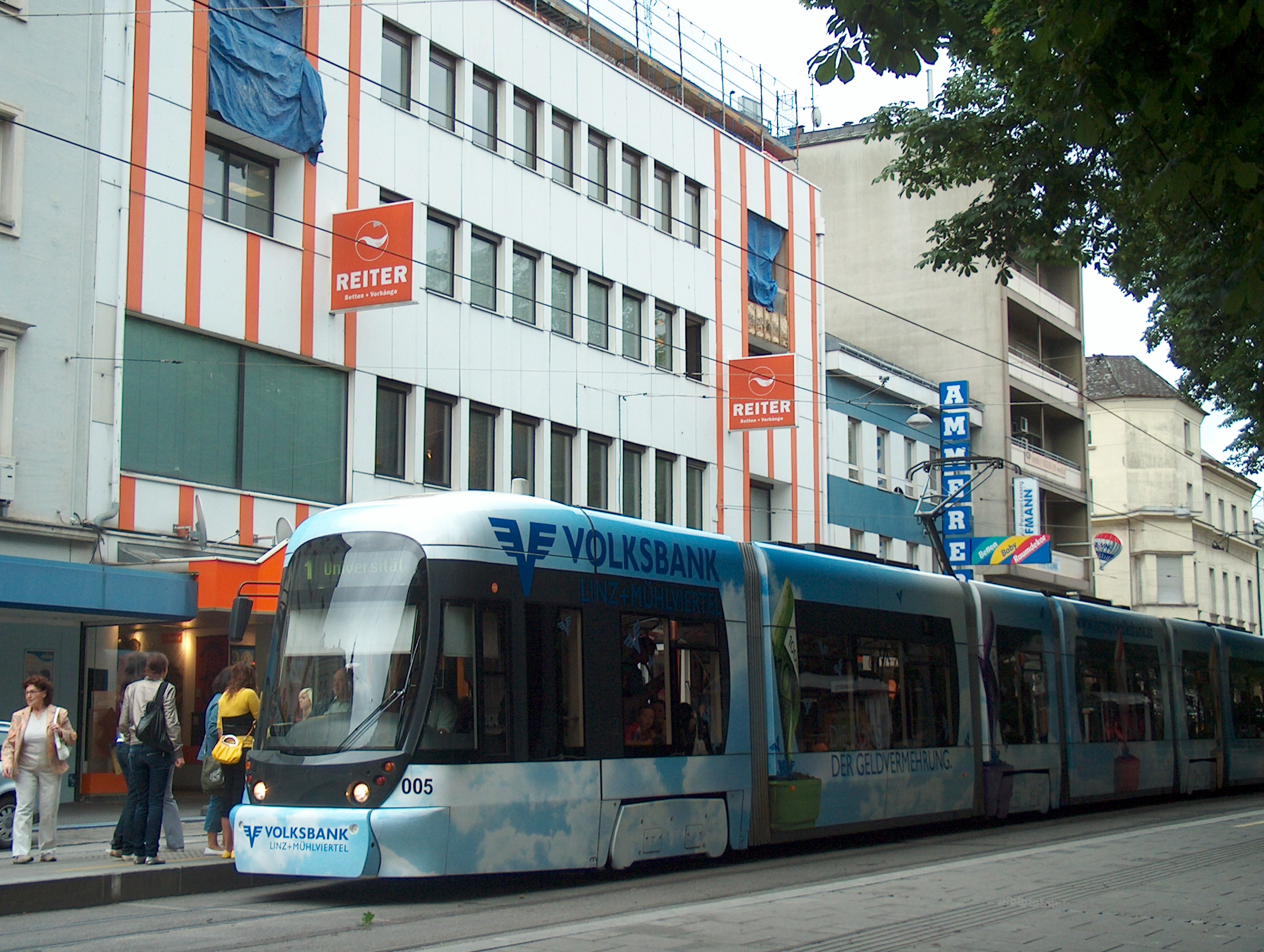
Linecká tramvaj s celovozovou reklamou.

Tramvajová doprava v Linci v Rakousku tvoří páteř zdejší MHD. Síť je protáhlého severo-jižního tvaru, v centru města se nachází jeden podpovrchový úsek (délka 1,9 km). Zvláštností sítě je úzký rozchod kolejí, který činí pouhých 900 mm. Tramvajová doprava má v Linci dlouhou historii; koňka zde jezdila již od roku 1880, elektrická tramvaj pak od roku 1897. Velký rozvoj tramvají kromě konce 19. století probíhal také v 70. letech století dvacátého.
V současné době jezdí hned několik typů tramvají, z nichž nejmodernější jsou kloubové sedmičlánkové typu Cityrunner.